# Paranoid (Kanye West)
Paranoid è un brano musicale scritto e prodotto dal rapper statunitense Kanye West ed estratto come quarto singolo dal suo quarto album in studio, 808s & Heartbreak. Il brano è stato co-prodotto con Jeff Bhasker e Plain Pat, mentre alla stesura hanno collaborato i tre produttori insieme al rapper Consequence ed a Kid Cudi. La versione originale della canzone, così com'è presente nell'album, figura la collaborazione del cantante britannico Mr Hudson.
Protagonista unica del video del brano, è la cantante Rihanna.

## Tracce
Digital download
1. Paranoid (New Mix) – 4:45
2. Paranoid (Music Video) – 3:24

## Classifiche
| Classifica (2009)                     | Posizione più alta |
| ------------------------------------- | ------------------ |
| Australian Singles Chart              | 8                  |
| U.S. Billboard Bubbling Under Hot 100 | 18                 |
| U.S. Billboard Pop 100                | 67                 |